# Демографічний перехід

Схема переходу, включно з гіпотетичною п'ятою фазою

Демографічний перехід — історичний перехід від одного типу відтворення населення до іншого. Сучасний демографічний перехід є швидким зниженням народжуваності і смертності, в результаті чого відтворення населення зводиться до простого заміщення поколінь. Цей процес є частиною переходу від традиційного суспільства (для якого характерна висока народжуваність і висока смертність) до індустріального.

## Теорія демографічного переходу

Статево-вікові піраміди, характерні для різних стадій демографічного переходу

Термін був уперше введений в науковий обіг американським демографом Френком Ноутстейном 1945 року, хоча подібні ідеї висловлювалися і раніше. Сама концепція демографічного переходу набула особливої популярності пізніше, у зв'язку з демографічними змінами, що відбулися після Другої світової війни в країнах, що звільнилися від колоніалізму. В результаті значного зниження смертності (на перших порах головним чином через успішні протиепідемічні заходи) і збереження високого рівня народжуваності в цих країнах різко прискорився ріст населення, що отримало назву демографічного вибуху.
Було з'ясовано, що аналогічні зміни відбулися в основному у XIX столітті і нині в економічно розвинутих країнах, але в них різке прискорення зростання населення супроводжувалося зниженням рівня народжуваності і зрештою стабілізацією зростання населення. З іншого боку, досить швидке зниження народжуваності спостерігається в даний час і в країнах Третього світу, багато з яких (наприклад, Іран) вже досить близькі до завершення демографічного переходу.

### Етапи

Приріст населення у різних фазах демографічного переходу

Загальна схема процесу демографічного переходу складається з 5 послідовних фаз, кожна з яких в різних регіонах Землі відбувається за власним сценарієм, але має певні спільні риси з аналогічними фазами в інших регіонах. Позначимо коефіцієнт народжуваності через R(x), коефіцієнт смертності через S(x), тоді приріст коефіцієнта народжуваності буде R'(x), а коефіцієнта смертності буде S'(x).
- Перший етап (демографічна революція) характеризується збереженням високої народжуваності при різкому скороченні смертності. Завдяки цьому досягається високий рівень природного приросту[1]. Менше зниження коефіцієнта народжуваності ніж зниження коефіцієнта смертності (R'(x)>S'(x)), отже коефіцієнт природного приросту максимальний. Статево-вікова піраміда виглядає як конус з дуже широкою основою (малі діти) і загостреною верхівкою (відсутність статистично значимої групи людей дуже похилого віку). До 1925 року цей етап пройдено промислово розвиненими країнами.
- Другий етап характеризується переходом від багатодітних сімей до малодітних, рівень смертності зменшується катастрофічно, а рівень народжуваності залишається майже на тому самому рівні[1]. Коефіцієнт смертності знижується і досягає мінімуму (S'(x)=0,(min)), в той час як коефіцієнт народжуваності знижується швидше коефіцієнта смертності (R'(x)<S'(x)), що призводить до уповільнення приросту населення, а також до демографічного старіння населення. Статево-вікова піраміда звужує свою основу, центр мас починає рухатись догори (збільшується частка людей похилого віку, відносно починають переважати юнаки й молодь, а не діти й немовляти).
- Третій етап характеризується підвищенням показників смертності за рахунок старіння населення (покращення медицини, харчуваня і санітарно-епідеміологічного середовища найбільше впливає на очікуваний середній вік нових поколінь, старше покоління несе «тягар» попередньої епохи), при повільному зниженні народжуваності (діти більше не помирають у малому віці й потребують все більше ресурсів і часу на своє виховання). Внаслідок такого часового лагу природний приріст продовжує наростати, відбувається перехід до слабкорозширеного відтворення населення, пізніше до його зменшення — депопуляції[1]. Коефіцієнт смертності збільшується (S(x) зростає) (внаслідок демографічного старіння), а також сповільнюється зниження коефіцієнта народжуваності (R'(x) спадає). До кінця третього етапу коефіцієнт народжуваності приблизно дорівнює рівню простого відтворення, а коефіцієнт смертності нижче рівня простого відтворення. R(x) ≈ 2,1, S(x) < 2,1, де 2,1 — рівень простого відтворення. Статево-вікова піраміда вирівнюється в своїй основі (кількість народжених і померлих дітей урівноважується).

Статево-вікові піраміди країн, що перебувають на різних етапах
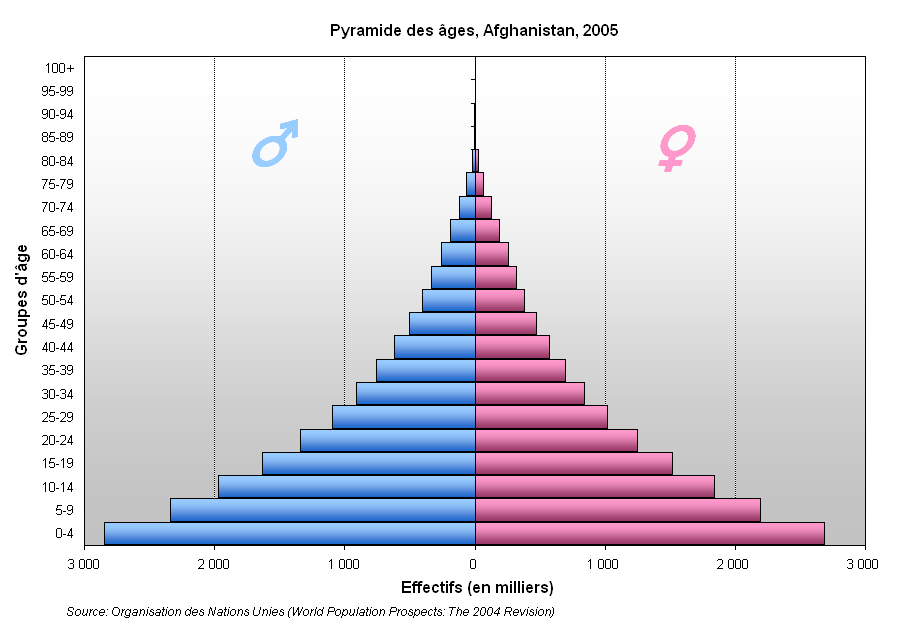
Афганістан (етап 1)
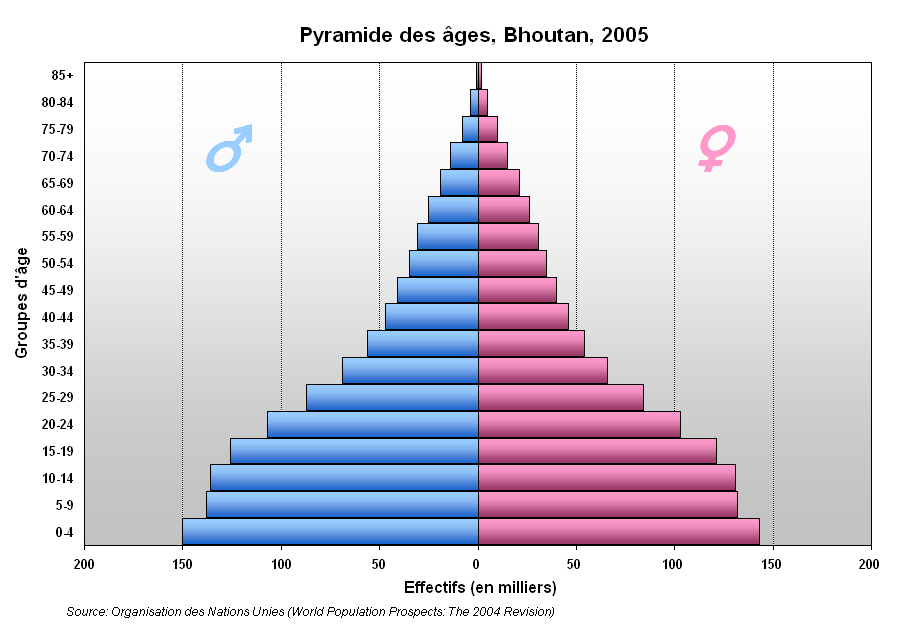
Бутан (етап 2)
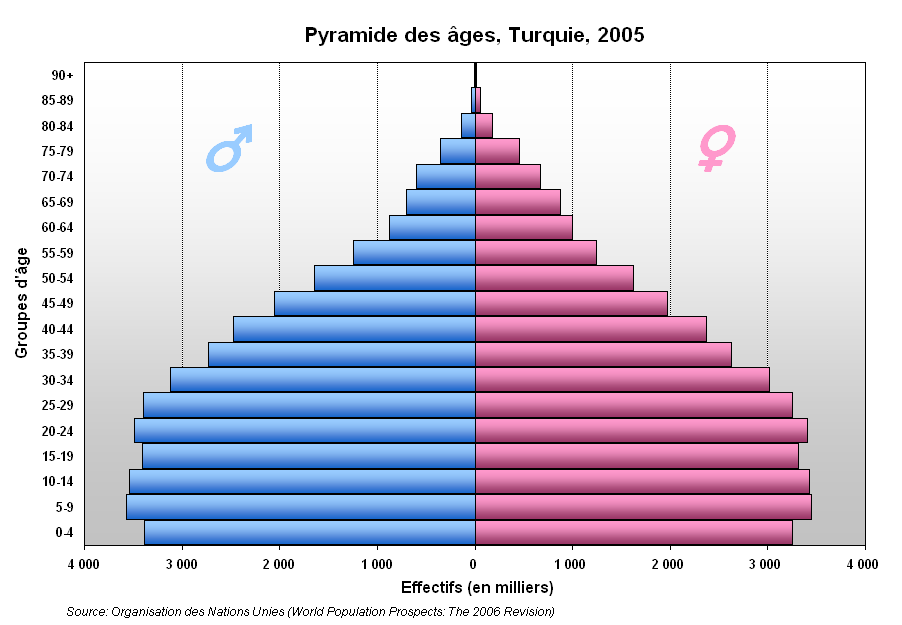
Туреччина (етап 3)
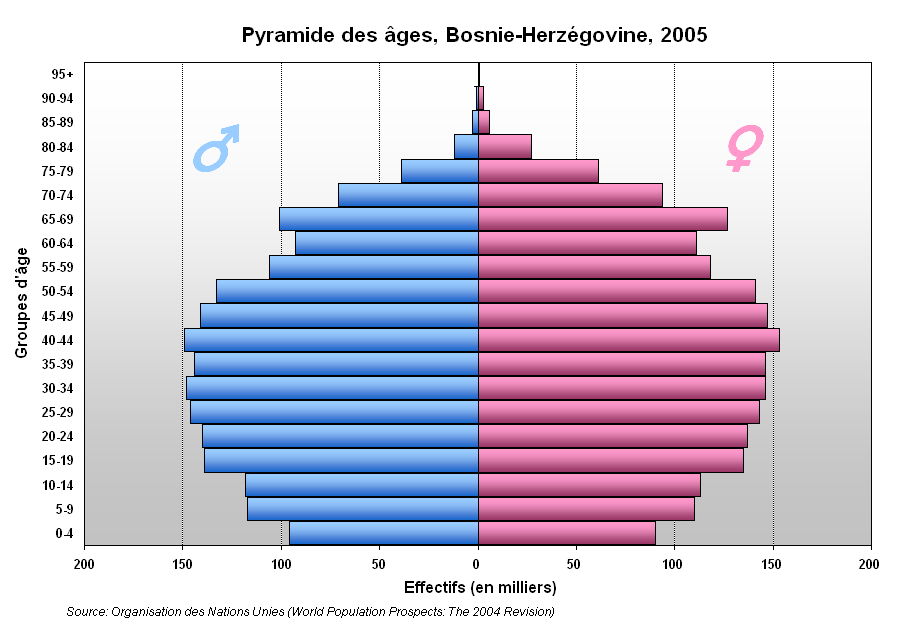
Боснія і Герцеговина (етап 4)
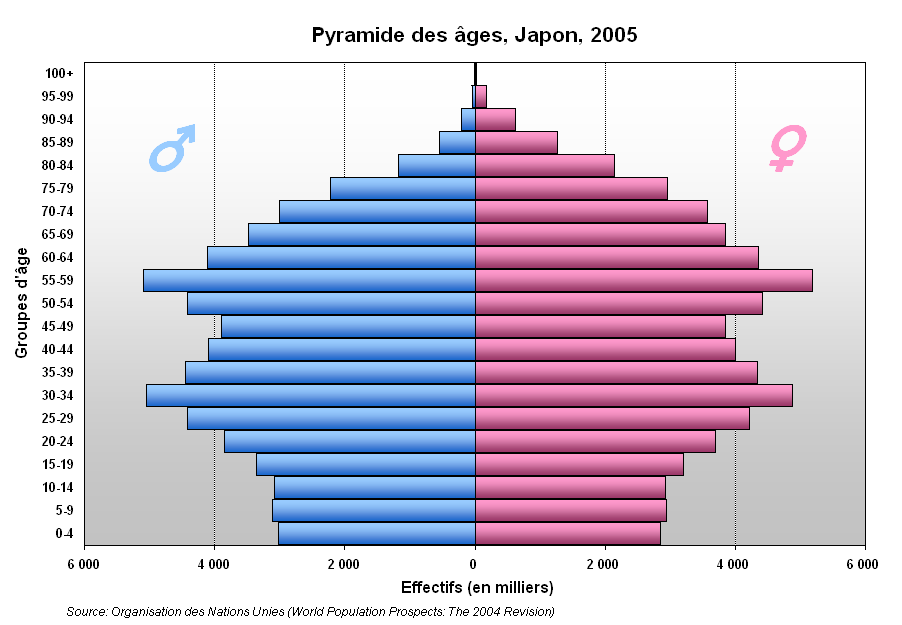
Японія (етап 5)

- Четвертий етап настає тоді, коли показники народжуваності і смертності зрівнюються (закладений вдосконаленням медицини, покращенням санітарно-епідеміологічного середовища ресурс повністю вичерпано; колишні діти з поколінь багатодітних сімей, що стають молодими батьками, також традиційно воліють мати принаймні одну дитину), а ріст кількості населення припиняється[1]. Коефіцієнт смертності (S(x)) збільшується і стає рівним коефіцієнту народжуваності (R(x)). Статево-вікова піраміда набуває циліндричної форми з крутими сторонами (поступово відбувається зменшення різниці чисельності у різних поколінь, від дітей до старих людей). Процес демографічної стабілізації закінчується.
- П'ятий етап, який буде розвиватись у майбутньому, має декілька сценаріїв. Рівень смертності (S(x)), скоріш за все, залишиться на своєму плато, а тенденцію рівня народжуваності (R(x)) важко передбачити. Можливе подальше його зменшення, коли вік парування буде продовжувати збільшуватись, як і тривалість дитинства, а кількість дітей у сім'ях зменшуватись, так само збільшуватиметься кількість бездітних і самотніх. Тоді природний приріст стає від'ємним і відбувається депопуляція. Статево-вікова піраміда в такому випадку стає схожою на яйце поставлене на попа (незначна кількість дітей, найбільша частка людей середнього віку, незначне зменшення частки старіших поколінь). Приклад, високорозвинені постіндустріальні країни Європи, Японія. Можливий також сценарій стабілізації рівня народжуваності (R(x)) на одному плато з рівнем смертності (S(x)), або й новий невеликий ріст, що призведе до поступового зростання популяції. У будь-якому разі швидкість зростання чисельності населення уповільнюється, графік росту виположується.

На даний час країни, що розвиваються, знаходяться на другому і третьому етапах, розвинені вийшли на четвертий етап, при цьому в багатьох з них смертність перевищила народжуваність і спостерігаються від'ємні показники природного приросту населення. Економічно розвинені країни вже завершили демографічний перехід, а ті, що розвиваються закінчують другий і вступають в третій етап, тобто виходять із стану демографічного вибуху і наближаються до завершення демографічного переходу.

## Дані демографічного переходу в ряді країн

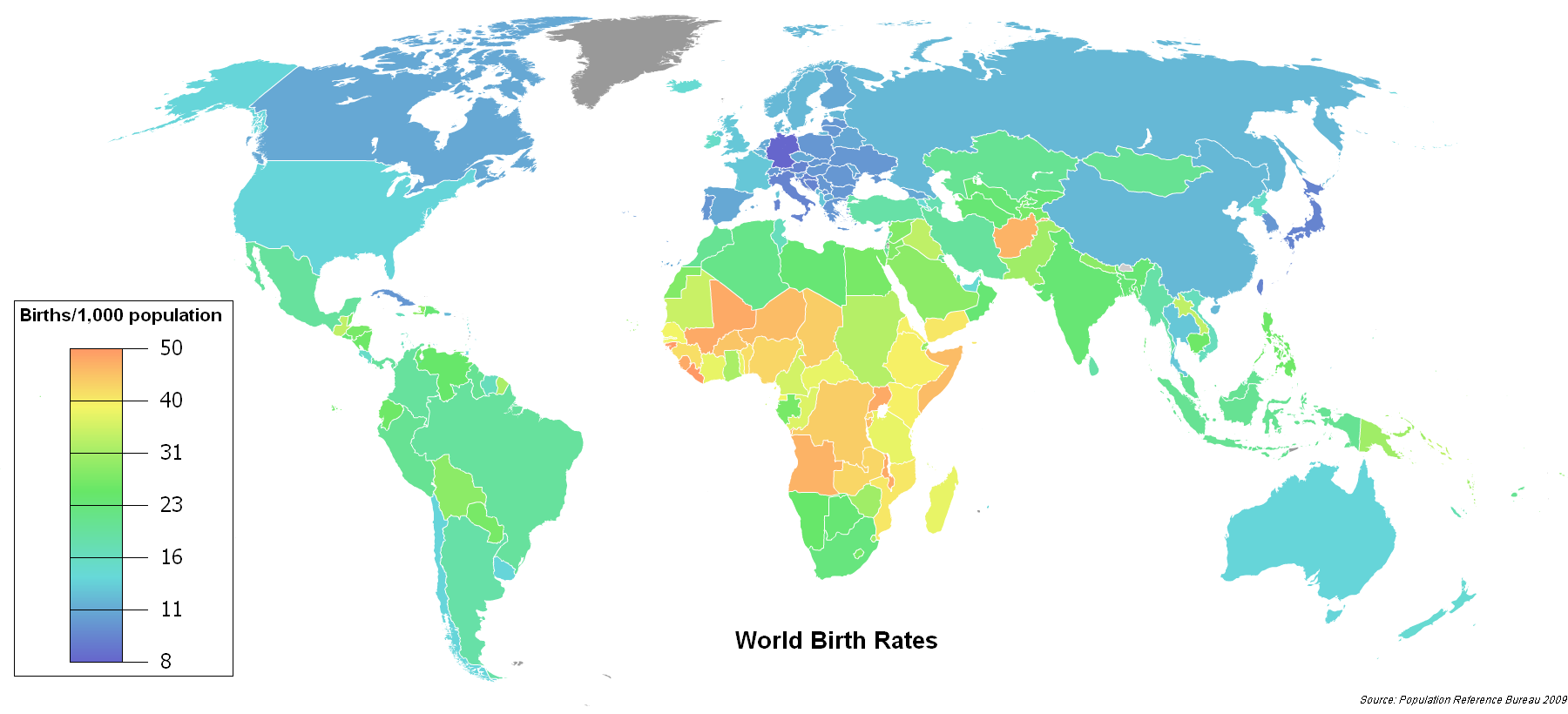
Народжуваність на 1000 осіб у країнах світу, 2005—2010 роки

На даний час процес демографічного переходу завершили Росія, Китай і всі розвинені країни. В процесі різкого падіння народжуваності знаходяться Єгипет, Алжир, також Мексика, Бразилія, Аргентина, ряд інших країн Латинської Америки. В останні роки в Ірані, Туреччині та Тунісі народжуваність знизилася до рівня простого заміщення поколінь.
Число країн з рівнем народжуваності, недостатнім для повного заміщення поколінь, зросла з 13 % у 1970 році до 66 у 2002 році. Загальна чисельність населення цих країн досягла 46 % людства.

## Причини
Початок демографічного переходу пов'язано з початком модернізаційних процесів, що ведуть до зростання виробництва ВВП на душу населення, поліпшення якості харчування, санітарних умов, якості та доступності медичного обслуговування і т. ін., що в свою чергу призводить до значного зростання тривалості життя і падіння смертності. Модернізаційні процеси приводять зрештою і до не менш помітного падіння народжуваності, але відбувається це з відчутним запізненням.
Демографічний перехід можна представити як два швидких процеси: перетворення фази сільського виживання у фазу міського достатку і конденсацію фази достатку у формі великих міст. Головний рушій зростання в результаті зупинить людство і поверне його до початку демографічної еволюції. У традиційному аграрному суспільстві діти розглядалися як додаткові робочі руки в господарстві. Тому народження дітей мало економічний сенс. Крім того, велика кількість дітей є гарантією продовження роду в умовах відносно високої дитячої смертності. Урбанізація і праця індустріального типу руйнують цей тип поведінки і призводять до зниження народжуваності, причому чим більше поколінь прожило в місті після міграції з села, тим нижча народжуваність. Наявність значного числа дітей була також єдиною надійною гарантією благополучної старості батьків в умовах відсутності систем соціального страхування і пенсійного забезпечення.
У розвиненому індустріальному суспільстві діти повинні тривалий час вчитися, щоб отримати кваліфікацію, що відповідає сучасним вимогам. Це призводить до їхнього виключення з господарського життя. Діти з помічників перетворюються на тягар для дорослих. Батьки змушені витрачати свій час і фінансові кошти для досягнення дітьми високого освітнього рівня. Вони воліють виростити лише одного-двох «високоякісних» дітей, так як велика кількість дітей в сім'ї, як правило, негативно позначається на їхньому освітньому рівні й подальшій кар'єрі. Крім того, тривалий період навчання сприяє підвищенню середнього віку жінки, що народжує першу дитину (з 16 до 25 років і старше). В аграрному ж суспільстві діти, працюючи разом з батьками, набували необхідні трудові навички природним шляхом.
Практично всі країни з високим освітнім рівнем мають низькі показники народжуваності. І навпаки, лідери по народжуваності мають неграмотне населення (в арабських країнах 38 % населення старше 15 років неграмотно, в країнах «чорної» Африки — 35 %). Винятком є Ізраїль, де, незважаючи на дуже високу освіченість, на жінку припадає 2,44 дитини, тоді як у всіх країнах ЄС — менше двох. Частково це обумовлено дуже високою народжуваністю євреїв-ортодоксів (у любавичеських хасидів — в середньому 7,5 дитини на сім'ю) та ізраїльських арабів. Хоча всі євреї грамотні, група євреїв-ортодоксів отримує тільки релігійну освіту і залишається орієнтованою на традиційні цінності, що виключають можливість демографічного переходу.
З'явилися люди, що свідомо відмовляються від дітонародження (чайлдфрі).
Система пенсійного забезпечення також сприяє зниженню народжуваності, так як люди перестають бути настільки кровно зацікавлені у наявності великої кількості нащадків, що допомагають у старості.

## Концепція другого демографічного переходу
Як спроба дати адекватне теоретичне пояснення сучасної і майбутньої ситуації, що виникла гіпотеза «Другого демографічного переходу», що відбувається в Європі (подібні ідеї висуваються також в рамках гіпотези про п'яту фазу демографічного переходу).
Основна ідея, що лежить в основі концепції другого демографічного переходу, була запропонована 1986 року нідерландськими демографами Роном Лестегом і Дірком ван де Каа. Автори концепції доводять, що сучасна демографічна ситуація і головна її особливість — зниження народжуваності нижче рівня, який забезпечує просте відтворення населення — обумовлені принципово іншими причинами порівняно зі зниженням народжуваності під час першого демографічного переходу. Ван де Каа стверджує, що з середини 1970-х років Європа вступила на нову стадію демографічній історії. Він припускає, що демографічний перехід XIX сторіччя необхідно розглядати як перший перехід. «Несподівані», «заплутані» зміни в демографічній ситуації з середини 1960-х років відзначили початок другого демографічного переходу. До цього часу вже закінчився післявоєнний сплеск народжуваності і утвердилася довготривала тенденція до зниження народжуваності.
Ван де Каа виділяє чотири основні риси цього переходу:
1. широке поширення юридично неоформлених форм спільного життя і альтернативних форм сім'ї.
2. перехід від дітоцентричної моделі сім'ї до «зрілої» пари партнерів з однією дитиною.
3. перехід від превентивної контрацепції, призначеної для запобігання народжень ранніх дітей, до свідомого планування народження кожної дитини.
4. перехід від уніфікованої моделі до плюралістичних моделей сім'ї.

Індустріальні країни дійсно досягли нового рівня у своєму демографічному розвитку. При цьому існує повний контроль над народжуваністю. І оскільки пари відчувають брак мотивації мати більше одного або двох дітей, народжуваність опускається нижче рівня відтворення поколінь. Разом з тим, серед країн Північно-Західної Європи вдалося в 1990-ті роки домогтися помітного зростання народжуваності завдяки цілеспрямованим заходам щодо її стимулювання.

## Стабілізація чисельності населення світу
Більшість дослідників погоджується з тим, що безперервне гіперболічне зростання населення землі неможливе.
Професор Капиця припускав, що населення землі стабілізується до 2100—2150 року на рівні 12-13 мільярдів чоловік. Сам процес переходу припаде на період 2020—2030 років.
Ілон Маск вважає, що людство в найближчому майбутньому чекає «демографічний колапс» — і це є загрозою для його існування.

### Українською
- Атлас. 10-11 клас. Економічна і соціальна географія світу / упорядники :  О. Я. Скуратович, Н. І. Чанцева. — К. : ДНВП «Картографія», 2010. — ISBN 978-966-475-639-3.
- Дорошенко Л. С. Демографія: Навчальний посібник. — К. : МАУП, 2005. — 112 с. — ISBN 966-608-442-2.
- Крисаченко В. С. Динаміка населення: Популяційні, етнічні та глобальні виміри. — К. : Видавництво Національного інституту стратегічних досліджень, 2005. — 368 с. — ISBN 966-554-083-1.
- Економічна і соціальна географія країн світу. Навчальний посібник / За ред. Кузика С. П. — Л. : Світ, 2002. — 672 с. — ISBN 966-603-178-7.

### Російською
- (рос.) Иванов С. Ф. Демографический переход // Демографический энциклопедический словарь / главн. ред. Валентей Д. И. — М. : Советская энциклопедия, 1985. — 608 с.
- (рос.) Боярский А. Я. Население и методы его изучения. — М., 1975.
- (рос.) Капица С. П. Сколько людей жило, живет и будет жить на земле. Очерк теории роста человечества. — М., 1990.
- (рос.) Коротаев А. В., Халтурина Д. А. Современные тенденции мирового развития. — М. : ЛИБРОКОМ/URSS, 2009. — С. 38-45. — ISBN 978-5-397-00327-8.
- (рос.) Ягельский А. География населения. — М. : Прогресс, 1980. — 383 с.

### Іншими мовами
- (англ.) World Fertility Patterns 2009. —  : United Nations • Department of Economic and Social Affairs • Population Division, 2009.
- (нід.) Ron Lesthaeghe; Dirk van de Kaa. Twee demografische transities? [Second Demographic Transition]. — Deventer : Van Loghum Slaterus, 1986. — С. 9–24. — ISBN 9789036800181.